# Musée de la mémoire vivante
Le Musée de la mémoire vivante est un musée du Québec situé à Saint-Jean-Port-Joli. Il s'agit d'un musée de société voué à la personne et reconnu par le ministère de la Culture et des Communications du Québec . Il conserve, étudie et diffuse le patrimoine immatériel et la mémoire collective des gens du Québec et d’ailleurs. Des récits de vie, des savoirs et des pratiques sont mis en valeur au sein d’expositions dans le but d’enrichir la compréhension sociétale et la transmission de repères culturels aux générations actuelles et futures. Le musée est géré par la Corporation Philippe-Aubert-de-Gaspé.

## Localisation
L'institution est localisé à Saint-Jean-Port-Joli, dans la MRC de L'Islet, sur les terres qui autrefois faisaient partie de la Seigneurie des Aubert de Gaspé. Les terrains du Musée sont adjacents au fleuve Saint-Laurent au nord et au Domaine de Gaspé au sud. Sur les terrains du Musée, on retrouve la reconstruction du manoir qui abrite le Musée, le sentier des Anciens-Canadiens, le tracé au sol des fondations de l’ancien manoir, un fournil du XVIIIe siècle et un caveau à légumes du XIXe siècle. Le jardin des Souvenirs, le jardin de pluie Fondation Veolia pour l'environnement, et la tour de l'Innovation sont également des éléments du terrain où se situe le Musée.

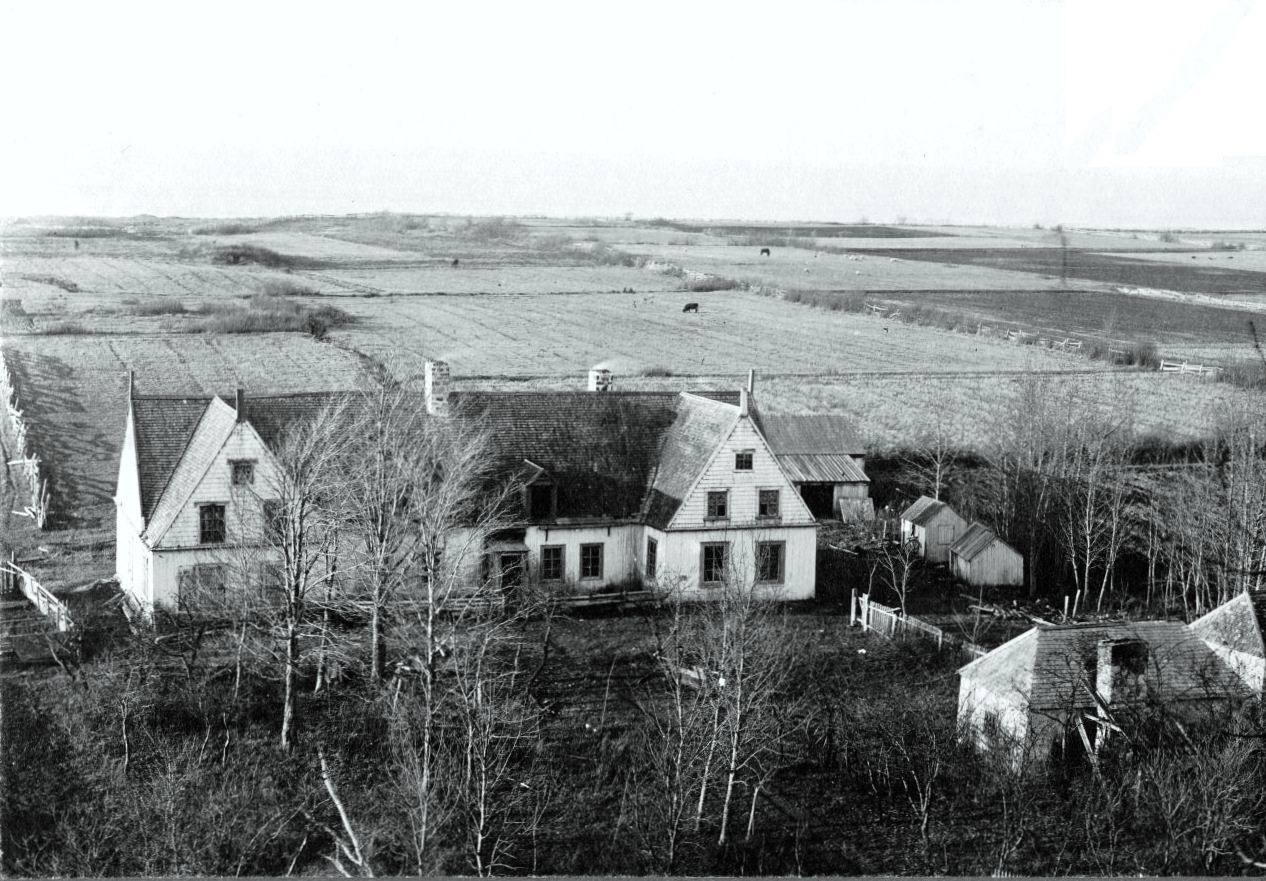
Manoir de Philippe Aubert de Gaspe

## Histoire
La Corporation Philippe-Aubert-de-Gaspé, fondée en 1987, est à l'origine de la volonté de « reconstituer le domaine seigneurial et de reconstruire le manoir » des Aubert de Gaspé. Trois campagnes de fouilles archéologiques ont eu lieu entre 1988 et 1990. Le concept du Musée est élaboré à la suite de la Convention pour la sauvegarde du patrimoine culturel immatériel de l'UNESCO. La construction du Musée débute en 2007 et son inauguration a eu lieu en juin 2008. Le Musée de la mémoire vivante a été agréé par le gouvernement du Québec en 2019.

## Expositions et activités
Le Musée de la mémoire vivante est doté de quatre salles d’exposition reparties sur deux étages ainsi qu' un espace « Regards sur la collection » aménagé en décembre 2019. De plus, le hall du Musée et la salle de consultation à l'étage sont occasionnellement des espaces d' expositions issues de projets en partenariat avec d'autres institutions.
L’ensemble des expositions du Musée de la mémoire vivante sont évolutives. Elles s’enrichissent de nouvelles réflexions, de recherches et de collaborations autour des différents thèmes abordés.
Le musée présente une exposition permanente, des expositions temporaires et des expositions virtuelles, en plus de l'espace dédié aux sculpteurs sur bois.

### Exposition permanente
Le musée dispose d'une seule exposition permanente.
- Philippe Aubert De Gaspé est une exposition sur Philippe Aubert de Gaspé, sa vie et ses œuvres[3], et l’importance de ses écrits au sein de la littérature canadienne-française.

### Expositions temporaires
Le musée dispose de plusieurs expositions temporaires qui s'interchangent au fil du temps.

### Expositions passées
| Exposition                                             | Début | Fin  | Volet virtuel disponible pour consultation sur place |
| ------------------------------------------------------ | ----- | ---- | ---------------------------------------------------- |
| Marcel Dargis, peindre son histoire                    | 2024  | 2024 | oui                                                  |
| Meilleurs vœux !                                       | 2023  | 2024 | oui                                                  |
| Écolo, la récupération au fil du temps                 | 2022  | 2024 | oui                                                  |
| Pourquoi écrivent-elles tant ?                         | 2021  | 2023 |                                                      |
| Héritages : âme, résistance et transmission            | 2022  | 2023 |                                                      |
| Pourquoi écrivent-elles tant?                          | 2021  | 2023 |                                                      |
| C’est en forgeant que l’on devient forgeron            | 2021  | 2022 |                                                      |
| Cueillettes d’hier et d’aujourd’hui, 2.0 !             |       | 2022 |                                                      |
| Gardiens du patrimoine agricole                        | 2021  | 2022 | oui                                                  |
| La pêche à l’anguille, un patrimoine vivant            | 2018  | 2021 | oui                                                  |
| Une vie en courtepointes                               | 2021  | 2021 | oui                                                  |
| Excusez-la!                                            | 2018  | 2021 | oui                                                  |
| InterReconnaissance – Une mémoire citoyenne se raconte |       |      | oui                                                  |
| Vie de quartier – Mémoires de la basse-ville de Québec |       |      | oui                                                  |
| Hockey                                                 | 2018  | 2018 |                                                      |
| Souvenirs de table                                     |       |      | oui                                                  |
| Un siècle de tourisme et de labeur dans les îles       | 2016  | 2017 | oui                                                  |
| Ensemble contre le génocide                            | 2016  | 2016 |                                                      |
| Émotions                                               |       |      | oui                                                  |
| Partir pour la famille                                 |       |      | oui                                                  |
| Léon Trépanier                                         |       |      | oui                                                  |
| Tableau de vie                                         | 2014  | 2014 |                                                      |
| Parlons philanthropie, 20 ans de mémoire vivante       | 2014  | 2014 |                                                      |
| Jouets en mémoire                                      | 2012  | 2014 |                                                      |
| Anne Franck, une histoire d'aujourd'hui                | 2013  | 2013 |                                                      |
| Objectif mémoire                                       | 2010  | 2012 |                                                      |
| Poterie et faïence de la Nouvelle-France à aujourd'hui | 2008  | 2010 |                                                      |

### Expositionsextramuroset virtuelles
Le musée dispose de six expositions virtuelles. Trois d'entre elles ont été produites pour le Musée virtuel du Canada.

#### Expositionsextramuros
Le Musée dispose d'une exposition extérieure.
- Tour de l'Innovation, « des modèles inspirants d’hier et d’aujourd’hui »:  une exposition qui réunit plus de 70 capsules vidéos sur les récits de vie et de pratiques d’hommes et de femmes voués au rayonnement de la région dans les domaines de la culture, de l’économie, de l’éducation et de l’entrepreneuriat, entre autres.

#### Expositions virtuelles réalisées pour le Musée virtuel du Canada
- Émélie Chamard, femme d'avant-garde est une exposition virtuelle sur l'entrepreneure Émélie Chamard, instigatrice de l'atelier-école Charmard[6].
- Le dernier pêcheur de marsouins est une exposition virtuelle sur la chasse au bélouga à Rivière-Ouelle[7].
- La pêche à l'anguille sur la Côte-du-Sud[8].

#### Autres expositions virtuelles
- Dans l'esprit du lieu, Saint-Jean-Port-Joli, réalisée en 2014. Près de 250 points d’intérêt à Saint-Jean-Port-Joli sont documentés par des témoignages et une riche iconographie. Parcours patrimonial présenté et soutenu par la Municipalité de Saint-Jean-Port-Joli.
- Un homme de conviction, Wheeler Dupont est une exposition virtuelle sur Wheeler Dupont, sur son parcours personnel et public[6]. On y aborde notamment sa relation avec Saint-Jean-Port-Joli[9].
- De fil en aiguille, Françoise Bonzon (1931-2012):

### Événements
Le Musée de la mémoire vivante est hôte de plusieurs événements en relation avec le patrimoine, l'histoire, l'art et la vie culturelle québécoise.